# Saint-Marc (Haïti)
Saint-Marc (Haïtiaans-Creools: Sen Mak) is een stad en gemeente met 267.000 inwoners in het departement Artibonite van Haïti. Het is de hoofdstad van het gelijknamige arrondissement en de zevende grootste gemeente van het land. 
Saint-Marc is vanuit de hoofdstad Port-au-Prince te bereiken via de Route Nationale 1 in noordwestelijke richting, de afstand bedraagt ongeveer 80 km. In 1905 bouwde de Compagnie Nationale een 100km lang railtraject van de Port-au-Prince naar Saint-Marc.
Voor de komst van de Fransen was hier een dorp van de Taíno, Amanay-i geheten. De huidige stad is gesticht door de Fransen in 1695, vlak nadat ze het westen van Hispaniola in bezit hadden genomen.
Tegenwoordig is het is een belangrijke havenstad. Via de haven worden met name consumptiegoederen ingevoerd. Dit omdat de haven van Port-au-Prince vaak verzadigd is. Ook ligt Saint-Marc binnen de ring van de grootste Haïtiaanse steden: Port-au-Prince, Cap-Haïtien, Fort-Liberté, Gonaïves, Hinche, Limbé en Port-de-Paix.
De grootste katholieke kerk is de Église Saint-Marc. Verder zijn er kerken van de adventisten en de baptisten. Er zijn 8 scholen en er is een ziekenhuis.
In 2004 vonden de onlusten die leidden tot het afzetten van president Jean-Bertrand Aristide ook deels in Saint-Marc plaats. In februari zijn hier toen 50 leden van de oppositie gedood. De toenmalige Eerste Minister Yvon Neptune werd in juni gevangengenomen onder de beschuldiging opdracht gegeven te hebben tot de slachting.

## Indeling
De gemeente bestaat uit de volgende sections communales:
| Nr. | Naam      | Km²    | Inw.2015 |
| --- | --------- | ------ | -------- |
| 1   | Délugé    | 50,06  | 22.236   |
| 2   | Bois Neuf | 143,32 | 61.028   |
| 3   | Goyavier  | 45,17  | 10.765   |
| 4   | Lalouère  | 97,05  | 15.712   |
| 5   | Bocozelle | 189,53 | 60.920   |
| 6   | Charrette | 31,43  | 95.981   |

## Geboren in Saint-Marc
- Jean Baptiste Pointe du Sable (ca 1745-1818), stichter van de stad Chicago
- Hector Hyppolite (1894-1948), schilder
- Marc Bazin (1932-2010), Eerste Minister en president van Haïti
- Georges Jean-Jacques Smarck Michel (1937-2012), Eerste Minister van Haïti
- Vivian Barbot (1941), feministisch politica in Quebec
- Garcelle Beauvais (1966), actrice